# Martonca
Martonca (węg. Martonka) – wieś w Rumunii, w okręgu Harghita, w gminie Remetea. W 2011 roku pozostawała niezamieszkana.